# Chubb Fire & Security Group
Chubb Fire & Security is een wereldwijde organisatie gespecialiseerd in brandbeveiligings- en beveiligingssystemen, en is een dochteronderneming van APi Group Corporation (NYSE: APG).

## Algemene geschiedenis

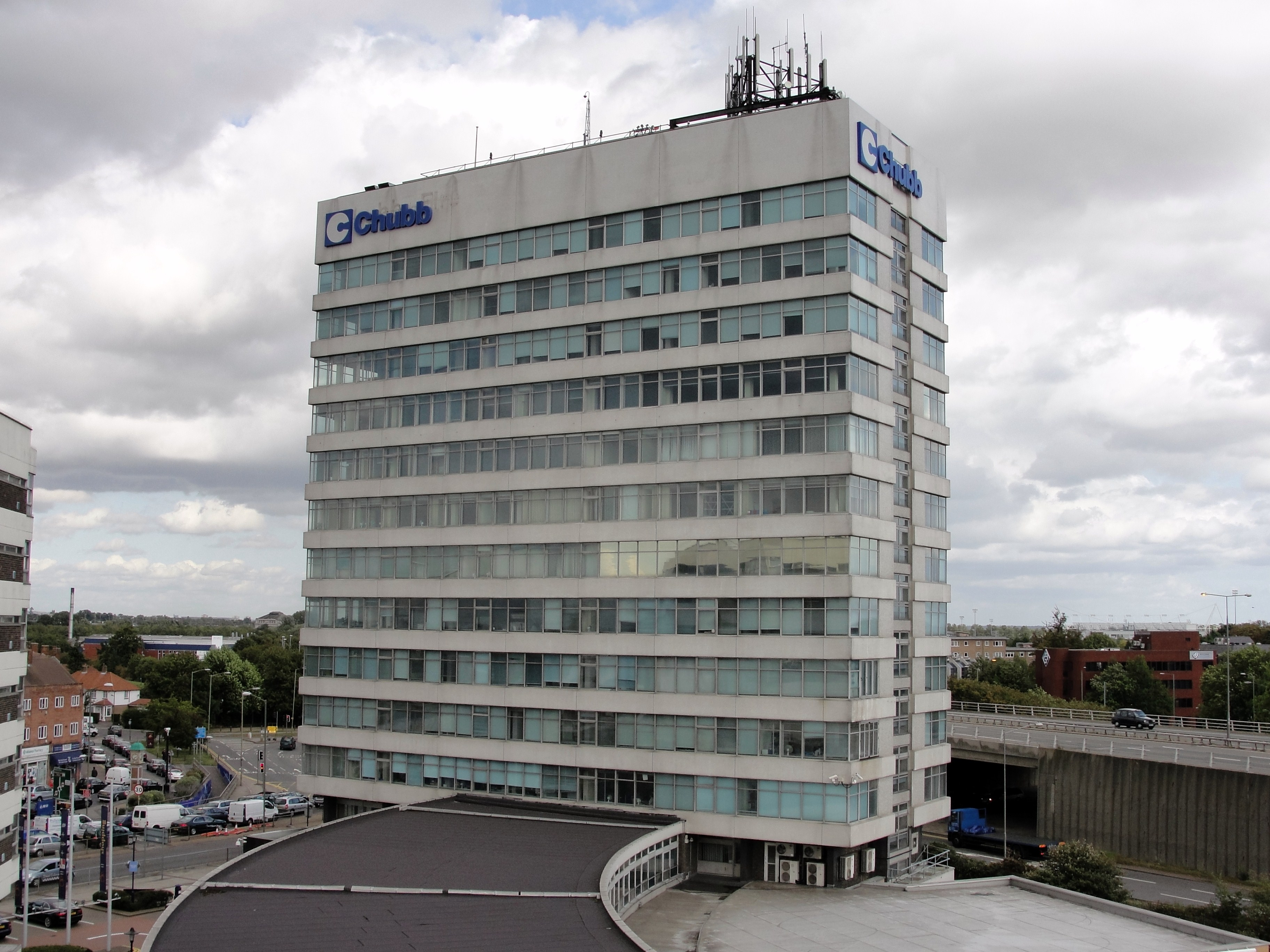
Voormalig kantoor in Sunbury-on-Thames

Het bedrijf werd opgericht door Charles en Jeremiah Chubb, die in 1818 patenteerden op hun Chubb-detectorslot . Het bedrijf won een overheidswedstrijd voor een slot dat alleen met zijn eigen sleutel kon worden geopend. 
In 1835 produceerde het bedrijf zijn eerste Chubb-kluis in zijn fabriek in Wolverhampton, VK en in de tweede helft van de 19e eeuw breidde het bedrijf zich uit naar de Verenigde Staten en produceerde een tijdslot dat werd gemonteerd op bankkluizen in het hele land. In de 19e eeuw kreeg Chubb een aantal belangrijke klanten, zoals de hertog van Wellington en de Bank of England. 
In de daaropvolgende honderd jaar produceerde het bedrijf meer dan 2,5 miljoen sluizen.  Tegen de jaren veertig breidde Chubb zijn activiteiten uit in 17 landen. Van één bedrijf dat gespecialiseerde beveiligingsproducten produceerde, is het uitgegroeid tot een brede groep bedrijven die niet alleen vele aspecten van beveiliging, maar ook brandbeveiliging bestrijkt.
Het bedrijf nam vervolgens een aantal rivaliserende bedrijven over, waaronder Chatwood-Milner Ltd. (1958), Burgot Alarms Ltd en Rely-a-Bell (1962), Read en Campbell Limited (1964), Josiah Parkes and Sons Ltd. (1965). ) en The Pyrene Company Limited (1967). Het werd in augustus 1984 gekocht door Racal Electronics, waarvan het in september 1992 werd afgesplitst, voordat het in februari 1997 werd overgenomen door Williams Holdings  aangezien laatstgenoemde onderneming een op veiligheid gericht conglomeraat probeerde op te bouwen. Chubb werd in juli 2000 opnieuw gesplitst.

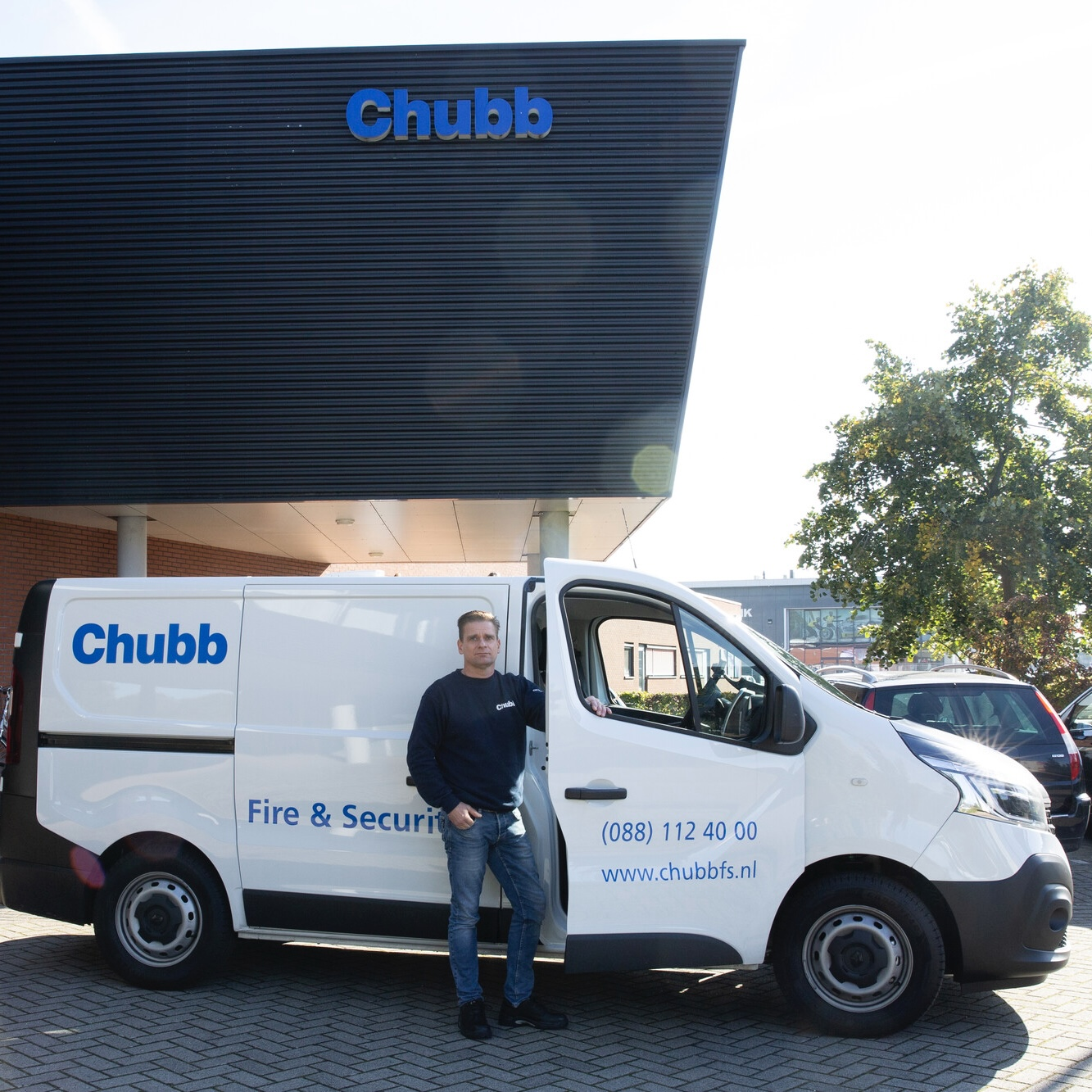
Servicemonteur voertuig in 2021

In augustus 2000 verkocht Chubb Chubb Locks, de eenheid voor het maken van sloten en kluizen, aan Assa Abloy en concentreerde zich op beveiligingssystemen zoals deurtoegang en CCTV-systemen. In mei 2002 voerde Chubb intensieve overnamegesprekken met het in Zweden gevestigde Securitas AB, 's werelds grootste bedrijf op het gebied van beveiligingsdiensten. Na achttien maanden onderhandelen  werden de gesprekken afgeblazen omdat de deal voor de aandeelhouders van beide bedrijven niet "financieel aantrekkelijk" zou zijn.
In Australië kocht Chubb Security MSS Security in , maar verkocht het vervolgens in  aan SIS Limited.
In april 2003 werd Chubb voor £622 miljoen overgenomen door United Technologies Corporation .  In maart 2007 kocht UTC Initial Fire and Security, de beveiligingsdivisie van Rentokil Initial, en ging over tot het samenvoegen van het bedrijf en zijn activa met Chubb in UTC Climate, Controls & Security . In december 2013 werd Chubb's Australische geldtransportbedrijf verkocht aan Prosegur.
In 2020 werd Chubb samen met de rest van UTC Climate, Controls & Security afgesplitst in een afzonderlijk bedrijf, Carrier Global.
Op 3 januari 2022 werd bekend gemaakt dat Carrier Global het bedrijf voor 3,1 miljard dollar aan APi Group had verkocht.

## Merken
- Chubb Sicli (Secours Immédiat Contre L'Incendie)
- Chubb Delta Security Solutions
- Chubb VitalCALL
- SMC (Security Monitoring Centre)
- Counterforce by SMC
- Ajax Brandbeveiliging